# اوراوویتسا (گردلیتسا)
اوراوویتسا (به صربی: Oraovica) یک منطقهٔ مسکونی در صربستان است که در لسکواس واقع شده‌است. اوراوویتسا ۲٬۲۱۰ نفر جمعیت دارد.